# (4385) Elsässer
(4385) Elsasser, désignation internationale (4385) Elsässer, est un astéroïde de la ceinture principale.

## Description
(4385) Elsasser est un astéroïde de la ceinture principale. Il fut découvert le 24 septembre 1960 à l'Observatoire Palomar par Cornelis Johannes van Houten, Ingrid van Houten-Groeneveld et Tom Gehrels. Il présente une orbite caractérisée par un demi-grand axe de 3,17 UA, une excentricité de 0,18 et une inclinaison de 0,6° par rapport à l'écliptique.

## Compléments